# Recopa de Europa 1988-89
La Recopa de Europa 1988-89 fue la vigesimonovena edición de la Recopa de Europa, en la que participaron los campeones nacionales de copa en la temporada anterior. En esta edición participaron 33 clubes pertenecientes a 32 federaciones nacionales diferentes.
En esta edición no participó el Wimbledon por la Tragedia de Heysel.
La final, disputada a partido único, enfrentó al FC Barcelona con la Sampdoria en el Wankdorfstadion, en Berna, donde venció el conjunto culé por 2-0, convirtiéndose así en el primer y único equipo en ganar tres Recopas de Europa. El trofeo significó el primer título conseguido por Johan Cruyff como entrenador del conjunto azulgrana, fichado esa temporada.

## Ronda previa
| Equipo 1    | Agr. | Equipo 2 | Ida | Vuelta |
| ----------- | ---- | -------- | --- | ------ |
| Békéscsabai | 4–2  | Bryne    | 3–0 | 1–2    |

Ida
| 10-8-1988 | Békéscsabai                     | 3–0     | Bryne | Kórház utcai Stadion, Békéscsaba                              |                                                               |
|           | Gruborovics 4', 10' · Csató 37' | Reporte |       | Asistencia: 4,200 espectadores Árbitro(s): Wolf-Günter Wiesel | Asistencia: 4,200 espectadores Árbitro(s): Wolf-Günter Wiesel |

Vuelta
| 24-8-1988 | Bryne                                    | 2–1 (Global 2-4) | Békéscsabai | Bryne Stadion, Bryne                                |                                                     |
|           | Hellvik 45' (pen.) · Meinseth 80' (pen.) | Reporte          | Kvaszta 35' | Asistencia: 630 espectadores Árbitro(s): Kenny Hope | Asistencia: 630 espectadores Árbitro(s): Kenny Hope |

## Dieciseisavos de final
| Equipo 1                 | Agr. | Equipo 2             | Ida | Vuelta |
| ------------------------ | ---- | -------------------- | --- | ------ |
| Derry City               | 0–4  | Cardiff City         | 0–0 | 0–4    |
| Glenavon                 | 2–7  | AGF                  | 1–4 | 1–3    |
| Fram                     | 0–7  | Barcelona            | 0–2 | 0–5    |
| Flamurtari Vlorë         | 2–4  | Lech Poznań          | 2–3 | 0–1    |
| Internacionál Bratislava | 2–8  | Sredets Sofia        | 2–3 | 0–5    |
| Omonia                   | 0–3  | Panathinaikos        | 0–1 | 0–2    |
| Roda JC                  | 2–1  | Vitória de Guimarães | 2–0 | 0–1    |
| Borac Banja Luka         | 2–4  | Metalist Kharkiv     | 2–0 | 0–4    |
| Grasshopper              | 0–1  | Eintracht Frankfurt  | 0–0 | 0–1    |
| Sakaryaspor              | 2–1  | Békéscsabai          | 2–0 | 0–1    |
| Mechelen                 | 8–1  | Avenir Beggen        | 5–0 | 3–1    |
| Metz                     | 1–5  | Anderlecht           | 1–3 | 0–2    |
| Floriana                 | 0–1  | Dundee United        | 0–0 | 0–1    |
| Dinamo București         | 6–0  | Kuusysi Lahti        | 3–0 | 3–0    |
| Carl Zeiss Jena          | 5–1  | Kremser SC           | 5–0 | 0–1    |
| IFK Norrköping           | 2–3  | Sampdoria            | 2–1 | 0–2    |

Ida
| 6-9-1988 | Omonia | 0–1     | Panathinaikos | Makario Stadium, Nicosia                                     |                                                              |
|          |        | Reporte | Mavridis 13'  | Asistencia: 21,182 espectadores Árbitro(s): Dimitar Dimitrov | Asistencia: 21,182 espectadores Árbitro(s): Dimitar Dimitrov |

| 6-9-1988 | Grasshopper | 0–0     | Eintracht Frankfurt | St. Jakob Stadium, Basilea                               |                                                          |
|          |             | Reporte |                     | Asistencia: 13,600 espectadores Árbitro(s): George Smith | Asistencia: 13,600 espectadores Árbitro(s): George Smith |

| 6-9-1988 | Floriana | 0–0     | Dundee United | National Stadium, Ta' Qali, Attard                      |                                                         |
|          |          | Reporte |               | Asistencia: 2,560 espectadores Árbitro(s): Vaso Vujović | Asistencia: 2,560 espectadores Árbitro(s): Vaso Vujović |

| 7-9-1988 | Derry City | 0–0     | Cardiff City | Brandywell Stadium, Derry                                    |                                                              |
|          |            | Reporte |              | Asistencia: 7,820 espectadores Árbitro(s): John Blankenstein | Asistencia: 7,820 espectadores Árbitro(s): John Blankenstein |

| 7-9-1988 | Glenavon   | 1–4     | AGF                                          | Mourneview Park, Lurgan                                       |                                                               |
|          | McCann 17' | Reporte | Mortensen 25' · Pingel 52', 80' · Rieper 65' | Asistencia: 1,388 espectadores Árbitro(s): Alphonse Costantin | Asistencia: 1,388 espectadores Árbitro(s): Alphonse Costantin |

| 7-9-1988 | Fram | 0–2     | Barcelona        | Laugardalsvöllur, Reikiavik                              |                                                          |
|          |      | Reporte | Roberto 33', 62' | Asistencia: 4,029 espectadores Árbitro(s): Patrick Kelly | Asistencia: 4,029 espectadores Árbitro(s): Patrick Kelly |

| 7-9-1988 | Flamurtari Vlorë | 2–3     | Lech Poznań                                      | Flamurtari Stadium, Vlorë                                       |                                                                 |
|          | V. Ruci 40', 76' | Reporte | Łukasik 32' · Araszkiewicz 67' · Głombiowski 89' | Asistencia: 12,000 espectadores Árbitro(s): Giorgos Koukoulakis | Asistencia: 12,000 espectadores Árbitro(s): Giorgos Koukoulakis |

| 7-9-1988 | Internacionál Bratislava       | 2–3     | Sredets Sofía              | Štadión Pasienky, Bratislava                                |                                                             |
|          | Moravec 45' · Weiss 58' (pen.) | Reporte | Penev 36', 39' (pen.), 78' | Asistencia: 4,144 espectadores Árbitro(s): Adrian Porumboiu | Asistencia: 4,144 espectadores Árbitro(s): Adrian Porumboiu |

| 7-9-1988 | Roda JC                         | 2–0     | Vitória de Guimarães | Gemeentelijk Sportpark Kaalheide, Kerkrade                |                                                           |
|          | Nando 65' (a.g.) · Van Loen 87' | Reporte |                      | Asistencia: 10,292 espectadores Árbitro(s): John Spillane | Asistencia: 10,292 espectadores Árbitro(s): John Spillane |

| 7-9-1988 | Borac Banja Luka               | 2–0     | Metalist Járkov | Gradski stadion Banja Luka, Banja Luka                              |                                                                     |
|          | Lemić 43' · Lipovac 85' (pen.) | Reporte |                 | Asistencia: 12,500 espectadores Árbitro(s): Vítor Fernandes Correia | Asistencia: 12,500 espectadores Árbitro(s): Vítor Fernandes Correia |

| 7-9-1988 | Sakaryaspor           | 2–0     | Békéscsabai | Sakarya Atatürk Stadium, Adapazarı                      |                                                         |
|          | Pešić 35' · Yücel 50' | Reporte |             | Asistencia: 3,900 espectadores Árbitro(s): Besnik Kaimi | Asistencia: 3,900 espectadores Árbitro(s): Besnik Kaimi |

| 7-9-1988 | Mechelen                                                              | 5–0     | Avenir Beggen | Achter de Kazerne, Malinas                               |                                                          |
|          | Koeman 59' · Bosman 61' (pen.), 84' · Den Boer 77' · Ohana 88' (pen.) | Reporte |               | Asistencia: 6,000 espectadores Árbitro(s): Wim Egbertzen | Asistencia: 6,000 espectadores Árbitro(s): Wim Egbertzen |

| 7-9-1988 | Metz      | 1–3     | Anderlecht                             | Stade Saint-Symphorien, Metz                                           |                                                                        |
|          | Zanon 87' | Reporte | Pfrunner 2' (a.g.) · Krnčević 26', 83' | Asistencia: 15,236 espectadores Árbitro(s): Victoriano Sánchez Arminio | Asistencia: 15,236 espectadores Árbitro(s): Victoriano Sánchez Arminio |

| 7-9-1988 | Dinamo București                                | 3–0     | Kuusysi Lahti | Stadionul Dinamo, Bucarest                                        |                                                                   |
|          | Jäntti 12' (a.g.) · Andone 72' · Vaișcovici 74' | Reporte |               | Asistencia: 8,486 espectadores Árbitro(s): Stefanos Hatzistefanou | Asistencia: 8,486 espectadores Árbitro(s): Stefanos Hatzistefanou |

| 7-9-1988 | Carl Zeiss Jena                                        | 5–0     | Kremser SC | Ernst-Abbe-Sportfeld, Jena                                        |                                                                   |
|          | Weber 19' · Sträßer 48', 67' · Merkel 53' · Ludwig 78' | Reporte |            | Asistencia: 9,000 espectadores Árbitro(s): Christian van der Laar | Asistencia: 9,000 espectadores Árbitro(s): Christian van der Laar |

| 7-9-1988 | IFK Norrköping               | 2–1     | Sampdoria   | Norrköpings Idrottspark, Norrköping                    |                                                        |
|          | Andersson 9' · Hellström 86' | Reporte | Carboni 51' | Asistencia: 13,216 espectadores Árbitro(s): Allan Gunn | Asistencia: 13,216 espectadores Árbitro(s): Allan Gunn |

Vuelta
| 28-9-1988 | Avenir Beggen | 1–3 (Global 1-8) | Mechelen                                        | Stade rue Henri Dunant, Luxemburgo (ciudad)                    |                                                                |
|           | Krings 66'    | Reporte          | Bosman 34' (pen.) · Den Boer 55' · Versavel 62' | Asistencia: 2,101 espectadores Árbitro(s): Jean-Marie Lartigot | Asistencia: 2,101 espectadores Árbitro(s): Jean-Marie Lartigot |

| 4-10-1988 | Eintracht Frankfurt | 1–0 (Global 1-0) | Grasshopper | Waldstadion, Frankfurt                                    |                                                           |
|           | Bakalorz 32'        | Reporte          |             | Asistencia: 13,280 espectadores Árbitro(s): Dušan Krchňák | Asistencia: 13,280 espectadores Árbitro(s): Dušan Krchňák |

| 5-10-1988 | Cardiff City                           | 4–0 (Global 4-0) | Derry City | Ninian Park, Cardiff                                   |                                                        |
|           | McDermott 20' · Gilligan 47', 65', 76' | Reporte          |            | Asistencia: 6,933 espectadores Árbitro(s): Egil Nervik | Asistencia: 6,933 espectadores Árbitro(s): Egil Nervik |

| 5-10-1988 | AGF                                      | 3–1 (Global 7-2) | Glenavon       | Århus Idrætspark, Aarhus                                       |                                                                |
|           | Pingel 26' · Kristensen 57' · Stampe 87' | Reporte          | McConville 89' | Asistencia: 2,300 espectadores Árbitro(s): Tadeusz Diakonowicz | Asistencia: 2,300 espectadores Árbitro(s): Tadeusz Diakonowicz |

| 5-10-1988 | Barcelona                                                    | 5–0 (Global 7-0) | Fram | Camp Nou, Barcelona                                        |                                                            |
|           | Lineker 9' · Begiristain 23', 63' · Roberto 66' · Bakero 70' | Reporte          |      | Asistencia: 23,000 espectadores Árbitro(s): Michel Vautrot | Asistencia: 23,000 espectadores Árbitro(s): Michel Vautrot |

| 5-10-1988 | Lech Poznań      | 1–0 (Global 4-2) | Flamurtari Vlorë | Stadion Miejski, Poznań                               |                                                       |
|           | Araszkiewicz 25' | Reporte          |                  | Asistencia: 18,000 espectadores Árbitro(s): Esa Palsi | Asistencia: 18,000 espectadores Árbitro(s): Esa Palsi |

| 5-10-1988 | Sredets Sofía                                             | 5–0 (Global 8-2) | Internacionál Bratislava | Narodna Armia, Sofía                                     |                                                          |
|           | Penev 1' · Stoichkov 3' · Kostadinov 13', 38' · Getov 21' | Reporte          |                          | Asistencia: 8,700 espectadores Árbitro(s): Zdravko Jokić | Asistencia: 8,700 espectadores Árbitro(s): Zdravko Jokić |

| 5-10-1988 | Panathinaikos                | 2–0 (Global 3-0) | Omonia | O.A.K.A., Atenas                                         |                                                          |
|           | Dimopoulos 56' · Nielsen 59' | Reporte          |        | Asistencia: 11,798 espectadores Árbitro(s): Namik Jareci | Asistencia: 11,798 espectadores Árbitro(s): Namik Jareci |

| 5-10-1988 | Vitória de Guimarães | 1–0 (Global 1-2) | Roda JC | Estadio Dom Afonso Henriques, Guimarães                    |                                                            |
|           | Roldão 27'           | Reporte          |         | Asistencia: 15,000 espectadores Árbitro(s): Heinz Holzmann | Asistencia: 15,000 espectadores Árbitro(s): Heinz Holzmann |

| 5-10-1988 | Metalist Járkov                                      | 4–0 (Global 4-2) | Borac Banja Luka | Metalist, Járkov                                           |                                                            |
|           | Tarasov 25', 62' · Adzhoyev 78' (pen.) · Yesipov 88' | Reporte          |                  | Asistencia: 32,000 espectadores Árbitro(s): Håkan Lundgren | Asistencia: 32,000 espectadores Árbitro(s): Håkan Lundgren |

| 5-10-1988 | Békéscsabai       | 1–0 (Global 1-2) | Sakaryaspor | Kórház utcai Stadion, Békéscsaba                         |                                                          |
|           | Selçuk 49' (a.g.) | Reporte          |             | Asistencia: 4,200 espectadores Árbitro(s): Jiří Stiegler | Asistencia: 4,200 espectadores Árbitro(s): Jiří Stiegler |

| 5-10-1988 | Anderlecht                             | 2–0 (Global 5-1) | Metz | Stade Constant Vanden Stock, Anderlecht                        |                                                                |
|           | Krnčević 47' · Van Tiggelen 73' (pen.) | Reporte          |      | Asistencia: 12,000 espectadores Árbitro(s): Siegfried Kirschen | Asistencia: 12,000 espectadores Árbitro(s): Siegfried Kirschen |

| 5-10-1988 | Dundee United | 1–0 (Global 1-0) | Floriana | Tannadice Park, Dundee                                    |                                                           |
|           | Meade 69'     | Reporte          |          | Asistencia: 9,138 espectadores Árbitro(s): Rodger Gifford | Asistencia: 9,138 espectadores Árbitro(s): Rodger Gifford |

| 5-10-1988 | Kuusysi Lahti | 0–3 (Global 0-6) | Dinamo București                                                | Lahden Stadion, Lahti                                        |                                                              |
|           |               | Reporte          | Vaișcovici 11' (pen.) · Kousa 34' (o.g.) · Răducioiu 71' (pen.) | Asistencia: 960 espectadores Árbitro(s): Aleksandr Kokriakov | Asistencia: 960 espectadores Árbitro(s): Aleksandr Kokriakov |

| 5-10-1988 | Kremser SC  | 1–0 (Global 1-5) | Carl Zeiss Jena | Sepp-Doll-Stadion, Krems an der Donau                      |                                                            |
|           | Studeny 27' | Reporte          |                 | Asistencia: 2,500 espectadores Árbitro(s): Pierluigi Magni | Asistencia: 2,500 espectadores Árbitro(s): Pierluigi Magni |

| 6-10-1988 | Sampdoria                | 2–0 (Global 3-2) | IFK Norrköping | Stadio Giovanni Zini, Cremona                              |                                                            |
|           | Salsano 37' · Vialli 82' | Reporte          |                | Asistencia: 17,683 espectadores Árbitro(s): Rolf Blattmann | Asistencia: 17,683 espectadores Árbitro(s): Rolf Blattmann |

## Rondas siguientes
|  | Primera ronda                                                              | Primera ronda                                                              | Primera ronda                                                              | Primera ronda                                                              |   |                     | Octavos de final                                            | Octavos de final                                            | Octavos de final                                            | Octavos de final                                            |  |                     | Cuartos de final                                      | Cuartos de final                                      | Cuartos de final                                      | Cuartos de final                                      |  |           | Semifinales                                           | Semifinales                                           | Semifinales                                           | Semifinales                                           |  |           | Final                                     | Final                                     |  |
|  | 6 y 7 de septiembre de 1988 (ida) 28 de sep. al 4 de oct. de 1988 (vuelta) | 6 y 7 de septiembre de 1988 (ida) 28 de sep. al 4 de oct. de 1988 (vuelta) | 6 y 7 de septiembre de 1988 (ida) 28 de sep. al 4 de oct. de 1988 (vuelta) | 6 y 7 de septiembre de 1988 (ida) 28 de sep. al 4 de oct. de 1988 (vuelta) |   |                     | 26 de octubre de 1988 (ida) 9 de noviembre de 1988 (vuelta) | 26 de octubre de 1988 (ida) 9 de noviembre de 1988 (vuelta) | 26 de octubre de 1988 (ida) 9 de noviembre de 1988 (vuelta) | 26 de octubre de 1988 (ida) 9 de noviembre de 1988 (vuelta) |  |                     | 1 de marzo de 1989 (ida) 15 de marzo de 1989 (vuelta) | 1 de marzo de 1989 (ida) 15 de marzo de 1989 (vuelta) | 1 de marzo de 1989 (ida) 15 de marzo de 1989 (vuelta) | 1 de marzo de 1989 (ida) 15 de marzo de 1989 (vuelta) |  |           | 5 de abril de 1989 (ida) 19 de abril de 1989 (vuelta) | 5 de abril de 1989 (ida) 19 de abril de 1989 (vuelta) | 5 de abril de 1989 (ida) 19 de abril de 1989 (vuelta) | 5 de abril de 1989 (ida) 19 de abril de 1989 (vuelta) |  |           | 10 de mayo de 1989 Wankdorfstadion, Berna | 10 de mayo de 1989 Wankdorfstadion, Berna |  |
|  |                                                                            |                                                                            |                                                                            |                                                                            |   |                     |                                                             |                                                             |                                                             |                                                             |  |                     |                                                       |                                                       |                                                       |                                                       |  |           |                                                       |                                                       |                                                       |                                                       |  |           |                                           |                                           |  |
|  |                                                                            |                                                                            |                                                                            |                                                                            |   |                     |                                                             |                                                             |                                                             |                                                             |  |                     |                                                       |                                                       |                                                       |                                                       |  |           |                                                       |                                                       |                                                       |                                                       |  |           |                                           |                                           |  |
|  | Derry City                                                                 | 0                                                                          | 0                                                                          | 0                                                                          |   |                     |                                                             |                                                             |                                                             |                                                             |  |                     |                                                       |                                                       |                                                       |                                                       |  |           |                                                       |                                                       |                                                       |                                                       |  |           |                                           |                                           |  |
|  | Derry City                                                                 | 0                                                                          | 0                                                                          | 0                                                                          |   |                     |                                                             |                                                             |                                                             |                                                             |  |                     |                                                       |                                                       |                                                       |                                                       |  |           |                                                       |                                                       |                                                       |                                                       |  |           |                                           |                                           |  |
|  | Cardiff City                                                               | 0                                                                          | 4                                                                          | 4                                                                          |   |                     |                                                             |                                                             |                                                             |                                                             |  |                     |                                                       |                                                       |                                                       |                                                       |  |           |                                                       |                                                       |                                                       |                                                       |  |           |                                           |                                           |  |
|  | Cardiff City                                                               | 0                                                                          | 4                                                                          | 4                                                                          |   | Cardiff City        | 1                                                           | 0                                                           | 1                                                           |                                                             |  |                     |                                                       |                                                       |                                                       |                                                       |  |           |                                                       |                                                       |                                                       |                                                       |  |           |                                           |                                           |  |
|  |                                                                            |                                                                            |                                                                            |                                                                            |   | Cardiff City        | 1                                                           | 0                                                           | 1                                                           |                                                             |  |                     |                                                       |                                                       |                                                       |                                                       |  |           |                                                       |                                                       |                                                       |                                                       |  |           |                                           |                                           |  |
|  |                                                                            |                                                                            | Aarhus GF                                                                  | 2                                                                          | 4 | 6                   |                                                             |                                                             |                                                             |                                                             |  |                     |                                                       |                                                       |                                                       |                                                       |  |           |                                                       |                                                       |                                                       |                                                       |  |           |                                           |                                           |  |
|  | Glenavon                                                                   | 1                                                                          | Aarhus GF                                                                  | 2                                                                          | 4 | 6                   | 1                                                           | 2                                                           |                                                             |                                                             |  |                     |                                                       |                                                       |                                                       |                                                       |  |           |                                                       |                                                       |                                                       |                                                       |  |           |                                           |                                           |  |
|  | Glenavon                                                                   | 1                                                                          |                                                                            |                                                                            |   |                     |                                                             |                                                             |                                                             |                                                             |  |                     |                                                       |                                                       |                                                       |                                                       |  |           |                                                       |                                                       |                                                       |                                                       |  |           |                                           |                                           |  |
|  | Aarhus GF                                                                  | 4                                                                          | 3                                                                          | 7                                                                          |   |                     |                                                             |                                                             |                                                             |                                                             |  |                     |                                                       |                                                       |                                                       |                                                       |  |           |                                                       |                                                       |                                                       |                                                       |  |           |                                           |                                           |  |
|  | Aarhus GF                                                                  | 4                                                                          | 3                                                                          | 7                                                                          |   |                     |                                                             |                                                             |                                                             |                                                             |  | Aarhus GF           | 0                                                     | 0                                                     | 0                                                     |                                                       |  |           |                                                       |                                                       |                                                       |                                                       |  |           |                                           |                                           |  |
|  |                                                                            |                                                                            |                                                                            |                                                                            |   |                     |                                                             |                                                             |                                                             |                                                             |  | Aarhus GF           | 0                                                     | 0                                                     | 0                                                     |                                                       |  |           |                                                       |                                                       |                                                       |                                                       |  |           |                                           |                                           |  |
|  |                                                                            |                                                                            | Barcelona                                                                  | 1                                                                          | 0 | 1                   |                                                             |                                                             |                                                             |                                                             |  |                     |                                                       |                                                       |                                                       |                                                       |  |           |                                                       |                                                       |                                                       |                                                       |  |           |                                           |                                           |  |
|  | Fram                                                                       | 0                                                                          | Barcelona                                                                  | 1                                                                          | 0 | 1                   | 0                                                           | 0                                                           |                                                             |                                                             |  |                     |                                                       |                                                       |                                                       |                                                       |  |           |                                                       |                                                       |                                                       |                                                       |  |           |                                           |                                           |  |
|  | Fram                                                                       | 0                                                                          |                                                                            |                                                                            |   |                     |                                                             |                                                             |                                                             |                                                             |  |                     |                                                       |                                                       |                                                       |                                                       |  |           |                                                       |                                                       |                                                       |                                                       |  |           |                                           |                                           |  |
|  | Barcelona                                                                  | 2                                                                          | 5                                                                          | 7                                                                          |   |                     |                                                             |                                                             |                                                             |                                                             |  |                     |                                                       |                                                       |                                                       |                                                       |  |           |                                                       |                                                       |                                                       |                                                       |  |           |                                           |                                           |  |
|  | Barcelona                                                                  | 2                                                                          | 5                                                                          | 7                                                                          |   | Barcelona (p.)      | 1                                                           | 1                                                           | 2 (5)                                                       |                                                             |  |                     |                                                       |                                                       |                                                       |                                                       |  |           |                                                       |                                                       |                                                       |                                                       |  |           |                                           |                                           |  |
|  |                                                                            |                                                                            |                                                                            |                                                                            |   | Barcelona (p.)      | 1                                                           | 1                                                           | 2 (5)                                                       |                                                             |  |                     |                                                       |                                                       |                                                       |                                                       |  |           |                                                       |                                                       |                                                       |                                                       |  |           |                                           |                                           |  |
|  |                                                                            |                                                                            | Lech Poznań                                                                | 1                                                                          | 1 | 2 (4)               |                                                             |                                                             |                                                             |                                                             |  |                     |                                                       |                                                       |                                                       |                                                       |  |           |                                                       |                                                       |                                                       |                                                       |  |           |                                           |                                           |  |
|  | Flamurtari                                                                 | 2                                                                          | Lech Poznań                                                                | 1                                                                          | 1 | 2 (4)               | 0                                                           | 2                                                           |                                                             |                                                             |  |                     |                                                       |                                                       |                                                       |                                                       |  |           |                                                       |                                                       |                                                       |                                                       |  |           |                                           |                                           |  |
|  | Flamurtari                                                                 | 2                                                                          |                                                                            |                                                                            |   |                     |                                                             |                                                             |                                                             |                                                             |  |                     |                                                       |                                                       |                                                       |                                                       |  |           |                                                       |                                                       |                                                       |                                                       |  |           |                                           |                                           |  |
|  | Lech Poznań                                                                | 3                                                                          | 1                                                                          | 4                                                                          |   |                     |                                                             |                                                             |                                                             |                                                             |  |                     |                                                       |                                                       |                                                       |                                                       |  |           |                                                       |                                                       |                                                       |                                                       |  |           |                                           |                                           |  |
|  | Lech Poznań                                                                | 3                                                                          | 1                                                                          | 4                                                                          |   |                     |                                                             |                                                             |                                                             |                                                             |  |                     |                                                       |                                                       |                                                       |                                                       |  | Barcelona | 4                                                     | 2                                                     | 6                                                     |                                                       |  |           |                                           |                                           |  |
|  |                                                                            |                                                                            |                                                                            |                                                                            |   |                     |                                                             |                                                             |                                                             |                                                             |  |                     |                                                       |                                                       |                                                       |                                                       |  | Barcelona | 4                                                     | 2                                                     | 6                                                     |                                                       |  |           |                                           |                                           |  |
|  |                                                                            |                                                                            | Sredets Sofía                                                              | 2                                                                          | 1 | 3                   |                                                             |                                                             |                                                             |                                                             |  |                     |                                                       |                                                       |                                                       |                                                       |  |           |                                                       |                                                       |                                                       |                                                       |  |           |                                           |                                           |  |
|  | Internacionál Bratislava                                                   | 2                                                                          | Sredets Sofía                                                              | 2                                                                          | 1 | 3                   | 0                                                           | 2                                                           |                                                             |                                                             |  |                     |                                                       |                                                       |                                                       |                                                       |  |           |                                                       |                                                       |                                                       |                                                       |  |           |                                           |                                           |  |
|  | Internacionál Bratislava                                                   | 2                                                                          |                                                                            |                                                                            |   |                     |                                                             |                                                             |                                                             |                                                             |  |                     |                                                       |                                                       |                                                       |                                                       |  |           |                                                       |                                                       |                                                       |                                                       |  |           |                                           |                                           |  |
|  | Sredets Sofía                                                              | 3                                                                          | 5                                                                          | 8                                                                          |   |                     |                                                             |                                                             |                                                             |                                                             |  |                     |                                                       |                                                       |                                                       |                                                       |  |           |                                                       |                                                       |                                                       |                                                       |  |           |                                           |                                           |  |
|  | Sredets Sofía                                                              | 3                                                                          | 5                                                                          | 8                                                                          |   | Sredets Sofía       | 2                                                           | 1                                                           | 3                                                           |                                                             |  |                     |                                                       |                                                       |                                                       |                                                       |  |           |                                                       |                                                       |                                                       |                                                       |  |           |                                           |                                           |  |
|  |                                                                            |                                                                            |                                                                            |                                                                            |   | Sredets Sofía       | 2                                                           | 1                                                           | 3                                                           |                                                             |  |                     |                                                       |                                                       |                                                       |                                                       |  |           |                                                       |                                                       |                                                       |                                                       |  |           |                                           |                                           |  |
|  |                                                                            |                                                                            | Panathinaikos                                                              | 0                                                                          | 0 | 0                   |                                                             |                                                             |                                                             |                                                             |  |                     |                                                       |                                                       |                                                       |                                                       |  |           |                                                       |                                                       |                                                       |                                                       |  |           |                                           |                                           |  |
|  | Omonia Nicosia                                                             | 0                                                                          | Panathinaikos                                                              | 0                                                                          | 0 | 0                   | 0                                                           | 0                                                           |                                                             |                                                             |  |                     |                                                       |                                                       |                                                       |                                                       |  |           |                                                       |                                                       |                                                       |                                                       |  |           |                                           |                                           |  |
|  | Omonia Nicosia                                                             | 0                                                                          |                                                                            |                                                                            |   |                     |                                                             |                                                             |                                                             |                                                             |  |                     |                                                       |                                                       |                                                       |                                                       |  |           |                                                       |                                                       |                                                       |                                                       |  |           |                                           |                                           |  |
|  | Panathinaikos                                                              | 1                                                                          | 2                                                                          | 3                                                                          |   |                     |                                                             |                                                             |                                                             |                                                             |  |                     |                                                       |                                                       |                                                       |                                                       |  |           |                                                       |                                                       |                                                       |                                                       |  |           |                                           |                                           |  |
|  | Panathinaikos                                                              | 1                                                                          | 2                                                                          | 3                                                                          |   |                     |                                                             |                                                             |                                                             |                                                             |  | Sredets Sofía (p.)  | 2                                                     | 1                                                     | 3 (4)                                                 |                                                       |  |           |                                                       |                                                       |                                                       |                                                       |  |           |                                           |                                           |  |
|  |                                                                            |                                                                            |                                                                            |                                                                            |   |                     |                                                             |                                                             |                                                             |                                                             |  | Sredets Sofía (p.)  | 2                                                     | 1                                                     | 3 (4)                                                 |                                                       |  |           |                                                       |                                                       |                                                       |                                                       |  |           |                                           |                                           |  |
|  |                                                                            |                                                                            | Roda JC                                                                    | 1                                                                          | 2 | 3 (3)               |                                                             |                                                             |                                                             |                                                             |  |                     |                                                       |                                                       |                                                       |                                                       |  |           |                                                       |                                                       |                                                       |                                                       |  |           |                                           |                                           |  |
|  | Roda JC                                                                    | 2                                                                          | Roda JC                                                                    | 1                                                                          | 2 | 3 (3)               | 0                                                           | 2                                                           |                                                             |                                                             |  |                     |                                                       |                                                       |                                                       |                                                       |  |           |                                                       |                                                       |                                                       |                                                       |  |           |                                           |                                           |  |
|  | Roda JC                                                                    | 2                                                                          |                                                                            |                                                                            |   |                     |                                                             |                                                             |                                                             |                                                             |  |                     |                                                       |                                                       |                                                       |                                                       |  |           |                                                       |                                                       |                                                       |                                                       |  |           |                                           |                                           |  |
|  | Vitória de Guimarães                                                       | 0                                                                          | 1                                                                          | 1                                                                          |   |                     |                                                             |                                                             |                                                             |                                                             |  |                     |                                                       |                                                       |                                                       |                                                       |  |           |                                                       |                                                       |                                                       |                                                       |  |           |                                           |                                           |  |
|  | Vitória de Guimarães                                                       | 0                                                                          | 1                                                                          | 1                                                                          |   | Roda JC             | 1                                                           | 0                                                           | 1                                                           |                                                             |  |                     |                                                       |                                                       |                                                       |                                                       |  |           |                                                       |                                                       |                                                       |                                                       |  |           |                                           |                                           |  |
|  |                                                                            |                                                                            |                                                                            |                                                                            |   | Roda JC             | 1                                                           | 0                                                           | 1                                                           |                                                             |  |                     |                                                       |                                                       |                                                       |                                                       |  |           |                                                       |                                                       |                                                       |                                                       |  |           |                                           |                                           |  |
|  |                                                                            |                                                                            | Metalist Járkov                                                            | 0                                                                          | 0 | 0                   |                                                             |                                                             |                                                             |                                                             |  |                     |                                                       |                                                       |                                                       |                                                       |  |           |                                                       |                                                       |                                                       |                                                       |  |           |                                           |                                           |  |
|  | Borac Banja Luka                                                           | 2                                                                          | Metalist Járkov                                                            | 0                                                                          | 0 | 0                   | 0                                                           | 2                                                           |                                                             |                                                             |  |                     |                                                       |                                                       |                                                       |                                                       |  |           |                                                       |                                                       |                                                       |                                                       |  |           |                                           |                                           |  |
|  | Borac Banja Luka                                                           | 2                                                                          |                                                                            |                                                                            |   |                     |                                                             |                                                             |                                                             |                                                             |  |                     |                                                       |                                                       |                                                       |                                                       |  |           |                                                       |                                                       |                                                       |                                                       |  |           |                                           |                                           |  |
|  | Metalist Járkov                                                            | 0                                                                          | 4                                                                          | 4                                                                          |   |                     |                                                             |                                                             |                                                             |                                                             |  |                     |                                                       |                                                       |                                                       |                                                       |  |           |                                                       |                                                       |                                                       |                                                       |  |           |                                           |                                           |  |
|  | Metalist Járkov                                                            | 0                                                                          | 4                                                                          | 4                                                                          |   |                     |                                                             |                                                             |                                                             |                                                             |  |                     |                                                       |                                                       |                                                       |                                                       |  |           |                                                       |                                                       |                                                       |                                                       |  | Barcelona | 2                                         |                                           |  |
|  |                                                                            |                                                                            |                                                                            |                                                                            |   |                     |                                                             |                                                             |                                                             |                                                             |  |                     |                                                       |                                                       |                                                       |                                                       |  |           |                                                       |                                                       |                                                       |                                                       |  | Barcelona | 2                                         |                                           |  |
|  |                                                                            |                                                                            | Sampdoria                                                                  | 0                                                                          |   |                     |                                                             |                                                             |                                                             |                                                             |  |                     |                                                       |                                                       |                                                       |                                                       |  |           |                                                       |                                                       |                                                       |                                                       |  |           |                                           |                                           |  |
|  | Grasshopper                                                                | 0                                                                          | Sampdoria                                                                  | 0                                                                          | 0 | 0                   |                                                             |                                                             |                                                             |                                                             |  |                     |                                                       |                                                       |                                                       |                                                       |  |           |                                                       |                                                       |                                                       |                                                       |  |           |                                           |                                           |  |
|  | Grasshopper                                                                | 0                                                                          |                                                                            |                                                                            |   |                     |                                                             |                                                             |                                                             |                                                             |  |                     |                                                       |                                                       |                                                       |                                                       |  |           |                                                       |                                                       |                                                       |                                                       |  |           |                                           |                                           |  |
|  | Eintracht Frankfurt                                                        | 0                                                                          | 1                                                                          | 1                                                                          |   |                     |                                                             |                                                             |                                                             |                                                             |  |                     |                                                       |                                                       |                                                       |                                                       |  |           |                                                       |                                                       |                                                       |                                                       |  |           |                                           |                                           |  |
|  | Eintracht Frankfurt                                                        | 0                                                                          | 1                                                                          | 1                                                                          |   | Eintracht Frankfurt | 3                                                           | 3                                                           | 6                                                           |                                                             |  |                     |                                                       |                                                       |                                                       |                                                       |  |           |                                                       |                                                       |                                                       |                                                       |  |           |                                           |                                           |  |
|  |                                                                            |                                                                            |                                                                            |                                                                            |   | Eintracht Frankfurt | 3                                                           | 3                                                           | 6                                                           |                                                             |  |                     |                                                       |                                                       |                                                       |                                                       |  |           |                                                       |                                                       |                                                       |                                                       |  |           |                                           |                                           |  |
|  |                                                                            |                                                                            | Sakaryaspor                                                                | 1                                                                          | 0 | 1                   |                                                             |                                                             |                                                             |                                                             |  |                     |                                                       |                                                       |                                                       |                                                       |  |           |                                                       |                                                       |                                                       |                                                       |  |           |                                           |                                           |  |
|  | Sakaryaspor                                                                | 2                                                                          | Sakaryaspor                                                                | 1                                                                          | 0 | 1                   | 0                                                           | 2                                                           |                                                             |                                                             |  |                     |                                                       |                                                       |                                                       |                                                       |  |           |                                                       |                                                       |                                                       |                                                       |  |           |                                           |                                           |  |
|  | Sakaryaspor                                                                | 2                                                                          |                                                                            |                                                                            |   |                     |                                                             |                                                             |                                                             |                                                             |  |                     |                                                       |                                                       |                                                       |                                                       |  |           |                                                       |                                                       |                                                       |                                                       |  |           |                                           |                                           |  |
|  | Békéscsabai                                                                | 0                                                                          | 1                                                                          | 1                                                                          |   |                     |                                                             |                                                             |                                                             |                                                             |  |                     |                                                       |                                                       |                                                       |                                                       |  |           |                                                       |                                                       |                                                       |                                                       |  |           |                                           |                                           |  |
|  | Békéscsabai                                                                | 0                                                                          | 1                                                                          | 1                                                                          |   |                     |                                                             |                                                             |                                                             |                                                             |  | Eintracht Frankfurt | 0                                                     | 0                                                     | 0                                                     |                                                       |  |           |                                                       |                                                       |                                                       |                                                       |  |           |                                           |                                           |  |
|  |                                                                            |                                                                            |                                                                            |                                                                            |   |                     |                                                             |                                                             |                                                             |                                                             |  | Eintracht Frankfurt | 0                                                     | 0                                                     | 0                                                     |                                                       |  |           |                                                       |                                                       |                                                       |                                                       |  |           |                                           |                                           |  |
|  |                                                                            |                                                                            | Malinas                                                                    | 0                                                                          | 1 | 1                   |                                                             |                                                             |                                                             |                                                             |  |                     |                                                       |                                                       |                                                       |                                                       |  |           |                                                       |                                                       |                                                       |                                                       |  |           |                                           |                                           |  |
|  | Malinas                                                                    | 5                                                                          | Malinas                                                                    | 0                                                                          | 1 | 1                   | 3                                                           | 8                                                           |                                                             |                                                             |  |                     |                                                       |                                                       |                                                       |                                                       |  |           |                                                       |                                                       |                                                       |                                                       |  |           |                                           |                                           |  |
|  | Malinas                                                                    | 5                                                                          |                                                                            |                                                                            |   |                     |                                                             |                                                             |                                                             |                                                             |  |                     |                                                       |                                                       |                                                       |                                                       |  |           |                                                       |                                                       |                                                       |                                                       |  |           |                                           |                                           |  |
|  | Avenir Beggen                                                              | 0                                                                          | 1                                                                          | 1                                                                          |   |                     |                                                             |                                                             |                                                             |                                                             |  |                     |                                                       |                                                       |                                                       |                                                       |  |           |                                                       |                                                       |                                                       |                                                       |  |           |                                           |                                           |  |
|  | Avenir Beggen                                                              | 0                                                                          | 1                                                                          | 1                                                                          |   | Malinas             | 1                                                           | 2                                                           | 3                                                           |                                                             |  |                     |                                                       |                                                       |                                                       |                                                       |  |           |                                                       |                                                       |                                                       |                                                       |  |           |                                           |                                           |  |
|  |                                                                            |                                                                            |                                                                            |                                                                            |   | Malinas             | 1                                                           | 2                                                           | 3                                                           |                                                             |  |                     |                                                       |                                                       |                                                       |                                                       |  |           |                                                       |                                                       |                                                       |                                                       |  |           |                                           |                                           |  |
|  |                                                                            |                                                                            | Anderlecht                                                                 | 0                                                                          | 0 | 0                   |                                                             |                                                             |                                                             |                                                             |  |                     |                                                       |                                                       |                                                       |                                                       |  |           |                                                       |                                                       |                                                       |                                                       |  |           |                                           |                                           |  |
|  | Metz                                                                       | 1                                                                          | Anderlecht                                                                 | 0                                                                          | 0 | 0                   | 0                                                           | 1                                                           |                                                             |                                                             |  |                     |                                                       |                                                       |                                                       |                                                       |  |           |                                                       |                                                       |                                                       |                                                       |  |           |                                           |                                           |  |
|  | Metz                                                                       | 1                                                                          |                                                                            |                                                                            |   |                     |                                                             |                                                             |                                                             |                                                             |  |                     |                                                       |                                                       |                                                       |                                                       |  |           |                                                       |                                                       |                                                       |                                                       |  |           |                                           |                                           |  |
|  | Anderlecht                                                                 | 3                                                                          | 2                                                                          | 5                                                                          |   |                     |                                                             |                                                             |                                                             |                                                             |  |                     |                                                       |                                                       |                                                       |                                                       |  |           |                                                       |                                                       |                                                       |                                                       |  |           |                                           |                                           |  |
|  | Anderlecht                                                                 | 3                                                                          | 2                                                                          | 5                                                                          |   |                     |                                                             |                                                             |                                                             |                                                             |  |                     |                                                       |                                                       |                                                       |                                                       |  | Malinas   | 2                                                     | 0                                                     | 2                                                     |                                                       |  |           |                                           |                                           |  |
|  |                                                                            |                                                                            |                                                                            |                                                                            |   |                     |                                                             |                                                             |                                                             |                                                             |  |                     |                                                       |                                                       |                                                       |                                                       |  | Malinas   | 2                                                     | 0                                                     | 2                                                     |                                                       |  |           |                                           |                                           |  |
|  |                                                                            |                                                                            | Sampdoria                                                                  | 1                                                                          | 3 | 4                   |                                                             |                                                             |                                                             |                                                             |  |                     |                                                       |                                                       |                                                       |                                                       |  |           |                                                       |                                                       |                                                       |                                                       |  |           |                                           |                                           |  |
|  | Floriana                                                                   | 0                                                                          | Sampdoria                                                                  | 1                                                                          | 3 | 4                   | 0                                                           | 0                                                           |                                                             |                                                             |  |                     |                                                       |                                                       |                                                       |                                                       |  |           |                                                       |                                                       |                                                       |                                                       |  |           |                                           |                                           |  |
|  | Floriana                                                                   | 0                                                                          |                                                                            |                                                                            |   |                     |                                                             |                                                             |                                                             |                                                             |  |                     |                                                       |                                                       |                                                       |                                                       |  |           |                                                       |                                                       |                                                       |                                                       |  |           |                                           |                                           |  |
|  | Dundee United                                                              | 0                                                                          | 1                                                                          | 1                                                                          |   |                     |                                                             |                                                             |                                                             |                                                             |  |                     |                                                       |                                                       |                                                       |                                                       |  |           |                                                       |                                                       |                                                       |                                                       |  |           |                                           |                                           |  |
|  | Dundee United                                                              | 0                                                                          | 1                                                                          | 1                                                                          |   | Dundee United       | 0                                                           | 1                                                           | 1                                                           |                                                             |  |                     |                                                       |                                                       |                                                       |                                                       |  |           |                                                       |                                                       |                                                       |                                                       |  |           |                                           |                                           |  |
|  |                                                                            |                                                                            |                                                                            |                                                                            |   | Dundee United       | 0                                                           | 1                                                           | 1                                                           |                                                             |  |                     |                                                       |                                                       |                                                       |                                                       |  |           |                                                       |                                                       |                                                       |                                                       |  |           |                                           |                                           |  |
|  |                                                                            |                                                                            | Dinamo de Bucarest                                                         | 1                                                                          | 1 | 2                   |                                                             |                                                             |                                                             |                                                             |  |                     |                                                       |                                                       |                                                       |                                                       |  |           |                                                       |                                                       |                                                       |                                                       |  |           |                                           |                                           |  |
|  | Dinamo de Bucarest                                                         | 3                                                                          | Dinamo de Bucarest                                                         | 1                                                                          | 1 | 2                   | 3                                                           | 6                                                           |                                                             |                                                             |  |                     |                                                       |                                                       |                                                       |                                                       |  |           |                                                       |                                                       |                                                       |                                                       |  |           |                                           |                                           |  |
|  | Dinamo de Bucarest                                                         | 3                                                                          |                                                                            |                                                                            |   |                     |                                                             |                                                             |                                                             |                                                             |  |                     |                                                       |                                                       |                                                       |                                                       |  |           |                                                       |                                                       |                                                       |                                                       |  |           |                                           |                                           |  |
|  | Kuusysi Lahti                                                              | 0                                                                          | 0                                                                          | 0                                                                          |   |                     |                                                             |                                                             |                                                             |                                                             |  |                     |                                                       |                                                       |                                                       |                                                       |  |           |                                                       |                                                       |                                                       |                                                       |  |           |                                           |                                           |  |
|  | Kuusysi Lahti                                                              | 0                                                                          | 0                                                                          | 0                                                                          |   |                     |                                                             |                                                             |                                                             |                                                             |  | Dinamo de Bucarest  | 1                                                     | 0                                                     | 1                                                     |                                                       |  |           |                                                       |                                                       |                                                       |                                                       |  |           |                                           |                                           |  |
|  |                                                                            |                                                                            |                                                                            |                                                                            |   |                     |                                                             |                                                             |                                                             |                                                             |  | Dinamo de Bucarest  | 1                                                     | 0                                                     | 1                                                     |                                                       |  |           |                                                       |                                                       |                                                       |                                                       |  |           |                                           |                                           |  |
|  |                                                                            |                                                                            | Sampdoria (v.)                                                             | 1                                                                          | 0 | 1                   |                                                             |                                                             |                                                             |                                                             |  |                     |                                                       |                                                       |                                                       |                                                       |  |           |                                                       |                                                       |                                                       |                                                       |  |           |                                           |                                           |  |
|  | Carl Zeiss Jena                                                            | 5                                                                          | Sampdoria (v.)                                                             | 1                                                                          | 0 | 1                   | 0                                                           | 5                                                           |                                                             |                                                             |  |                     |                                                       |                                                       |                                                       |                                                       |  |           |                                                       |                                                       |                                                       |                                                       |  |           |                                           |                                           |  |
|  | Carl Zeiss Jena                                                            | 5                                                                          |                                                                            |                                                                            |   |                     |                                                             |                                                             |                                                             |                                                             |  |                     |                                                       |                                                       |                                                       |                                                       |  |           |                                                       |                                                       |                                                       |                                                       |  |           |                                           |                                           |  |
|  | Kremser                                                                    | 0                                                                          | 1                                                                          | 1                                                                          |   |                     |                                                             |                                                             |                                                             |                                                             |  |                     |                                                       |                                                       |                                                       |                                                       |  |           |                                                       |                                                       |                                                       |                                                       |  |           |                                           |                                           |  |
|  | Kremser                                                                    | 0                                                                          | 1                                                                          | 1                                                                          |   | Carl Zeiss Jena     | 1                                                           | 1                                                           | 2                                                           |                                                             |  |                     |                                                       |                                                       |                                                       |                                                       |  |           |                                                       |                                                       |                                                       |                                                       |  |           |                                           |                                           |  |
|  |                                                                            |                                                                            |                                                                            |                                                                            |   | Carl Zeiss Jena     | 1                                                           | 1                                                           | 2                                                           |                                                             |  |                     |                                                       |                                                       |                                                       |                                                       |  |           |                                                       |                                                       |                                                       |                                                       |  |           |                                           |                                           |  |
|  |                                                                            |                                                                            | Sampdoria                                                                  | 1                                                                          | 3 | 4                   |                                                             |                                                             |                                                             |                                                             |  |                     |                                                       |                                                       |                                                       |                                                       |  |           |                                                       |                                                       |                                                       |                                                       |  |           |                                           |                                           |  |
|  | IFK Norrköping                                                             | 2                                                                          | Sampdoria                                                                  | 1                                                                          | 3 | 4                   | 0                                                           | 2                                                           |                                                             |                                                             |  |                     |                                                       |                                                       |                                                       |                                                       |  |           |                                                       |                                                       |                                                       |                                                       |  |           |                                           |                                           |  |
|  | IFK Norrköping                                                             | 2                                                                          |                                                                            |                                                                            |   |                     |                                                             |                                                             |                                                             |                                                             |  |                     |                                                       |                                                       |                                                       |                                                       |  |           |                                                       |                                                       |                                                       |                                                       |  |           |                                           |                                           |  |
|  | Sampdoria                                                                  | 1                                                                          | 2                                                                          | 3                                                                          |   |                     |                                                             |                                                             |                                                             |                                                             |  |                     |                                                       |                                                       |                                                       |                                                       |  |           |                                                       |                                                       |                                                       |                                                       |  |           |                                           |                                           |  |
|  | Sampdoria                                                                  | 1                                                                          | 2                                                                          | 3                                                                          |   |                     |                                                             |                                                             |                                                             |                                                             |  |                     |                                                       |                                                       |                                                       |                                                       |  |           |                                                       |                                                       |                                                       |                                                       |  |           |                                           |                                           |  |
|  |                                                                            |                                                                            |                                                                            |                                                                            |   |                     |                                                             |                                                             |                                                             |                                                             |  |                     |                                                       |                                                       |                                                       |                                                       |  |           |                                                       |                                                       |                                                       |                                                       |  |           |                                           |                                           |  |

### Octavos de final
Ida
| 26-10-1988 | Cardiff City | 1–2     | AGF                | Ninian Park, Cardiff                                      |                                                           |
|            | Gilligan 42' | Reporte | Kristensen 8', 73' | Asistencia: 6,155 espectadores Árbitro(s): Roger Philippi | Asistencia: 6,155 espectadores Árbitro(s): Roger Philippi |

| 26-10-1988 | Barcelona          | 1–1     | Lech Poznań   | Camp Nou, Barcelona                                     |                                                         |
|            | Roberto 26' (pen.) | Reporte | Pachelski 66' | Asistencia: 26,000 espectadores Árbitro(s): Howard King | Asistencia: 26,000 espectadores Árbitro(s): Howard King |

| 26-10-1988 | Sredets Sofía                    | 2–0     | Panathinaikos | Narodnia Armia, Sofía                                            |                                                                  |
|            | Stoichkov 45' · Penev 90' (pen.) | Reporte |               | Asistencia: 18,500 espectadores Árbitro(s): José Rosa dos Santos | Asistencia: 18,500 espectadores Árbitro(s): José Rosa dos Santos |

| 26-10-1988 | Roda JC          | 1–0     | Metalist Járkov | Gemeentelijk Sportpark Kaalheide, Kerkrade              |                                                         |
|            | Van der Luer 43' | Reporte |                 | Asistencia: 11,147 espectadores Árbitro(s): Einar Halle | Asistencia: 11,147 espectadores Árbitro(s): Einar Halle |

| 26-10-1988 | Eintracht Frankfurt                  | 3–1     | Sakaryaspor      | Waldstadion, Frankfurt                                    |                                                           |
|            | Sievers 9' · Balzis 31' · Studer 43' | Reporte | Kemal 85' (pen.) | Asistencia: 21,003 espectadores Árbitro(s): John Spillane | Asistencia: 21,003 espectadores Árbitro(s): John Spillane |

| 26-10-1988 | Mechelen    | 1–0     | Anderlecht | Achter de Kazerne, Malinas                                 |                                                            |
|            | Wilmots 88' | Reporte |            | Asistencia: 13,000 espectadores Árbitro(s): Michel Vautrot | Asistencia: 13,000 espectadores Árbitro(s): Michel Vautrot |

| 26-10-1988 | Dundee United | 0–1     | Dinamo București | Tannadice Park, Dundee                                   |                                                          |
|            |               | Reporte | Mateuț 89'       | Asistencia: 10,594 espectadores Árbitro(s): Guy Goethals | Asistencia: 10,594 espectadores Árbitro(s): Guy Goethals |

| 26-10-1988 | Carl Zeiss Jena | 1–1     | Sampdoria         | Ernst-Abbe-Sportfeld, Jena                              |                                                         |
|            | Weber 38'       | Reporte | Vialli 81' (pen.) | Asistencia: 13,500 espectadores Árbitro(s): Bo Karlsson | Asistencia: 13,500 espectadores Árbitro(s): Bo Karlsson |

Vuelta
| 9-11-1988 | AGF                                                   | 4–0 (Global 6-1) | Cardiff City | Århus Idrætspark, Aarhus                             |                                                      |
|           | Pingel 15' · P. Andersen 25', 75' · Stampe 82' (pen.) | Reporte          |              | Asistencia: 3,700 espectadores Árbitro(s): Kaj Natri | Asistencia: 3,700 espectadores Árbitro(s): Kaj Natri |

| 9-11-1988 | Lech Poznań                                                                            | 1–1 (t. s.)(4–5 p.)(Global 2-2) | Barcelona                                                                | Stadion Miejski, Poznań                                |                                                        |
|           | Kruszczyński 28' (pen.)                                                                | Reporte                         | Roberto 37'                                                              | Asistencia: 26,000 espectadores Árbitro(s): Sadık Deda | Asistencia: 26,000 espectadores Árbitro(s): Sadık Deda |
|           |                                                                                        | Tiros desde el punto penal      |                                                                          |                                                        |                                                        |
|           | Kruszczyński · Jakołcewicz · Rzepka · Araszkiewicz · Pachelski · Głombiowski · Łukasik |                                 | Roberto · Begiristain · Valverde · Eusebio · Alexanko · Bakero · Aloísio |                                                        |                                                        |

| 9-11-1988 | Panathinaikos | 0–1 (Global 0-3) | Sredets Sofía    | O.A.K.A., Atenas                                          |                                                           |
|           |               | Reporte          | Penev 85' (pen.) | Asistencia: 49,843 espectadores Árbitro(s): Keith Hackett | Asistencia: 49,843 espectadores Árbitro(s): Keith Hackett |

| 9-11-1988 | Metalist Járkov | 0–0     | Roda JC | Metalist, Járkov                                                 |                                                                  |
|           |                 | Reporte |         | Asistencia: 30,000 espectadores Árbitro(s): Gerasimos Germanakos | Asistencia: 30,000 espectadores Árbitro(s): Gerasimos Germanakos |

| 9-11-1988 | Sakaryaspor | 0–3 (Global 1-6) | Eintracht Frankfurt                | Sakarya Atatürk Stadium, Adapazarı                           |                                                              |
|           |             | Reporte          | Sievers 5' · Binz 35' · Schulz 65' | Asistencia: 5,526 espectadores Árbitro(s): Hubert Forstinger | Asistencia: 5,526 espectadores Árbitro(s): Hubert Forstinger |

| 9-11-1988 | Anderlecht | 0–2 (Global 0-3) | Mechelen               | Constant Vanden Stock Stadium, Bruselas                           |                                                                   |
|           |            | Reporte          | Koeman 17' · Ohana 46' | Asistencia: 33,500 espectadores Árbitro(s): Karl-Heinz Tritschler | Asistencia: 33,500 espectadores Árbitro(s): Karl-Heinz Tritschler |

| 9-11-1988 | Dinamo București | 1–1 (Global 2-1) | Dundee United | Stadionul Dinamo, Bucarest                             |                                                        |
|           | Mateuț 82'       | Reporte          | Beaumont 79'  | Asistencia: 16,300 espectadores Árbitro(s): Bep Thomas | Asistencia: 16,300 espectadores Árbitro(s): Bep Thomas |

| 9-11-1988 | Sampdoria                                        | 3–1 (Global 4-2) | Carl Zeiss Jena | Stadio Luigi Ferraris, Génova                             |                                                           |
|           | Vierchowod 25' · Toninho Cerezo 43' · Vialli 53' | Reporte          | Raab 59'        | Asistencia: 16,714 espectadores Árbitro(s): Bob Valentine | Asistencia: 16,714 espectadores Árbitro(s): Bob Valentine |

### Cuartos de final
Ida
| 1-3-1989 | AGF | 0–1     | Barcelona   | Århus Idrætspark, Aarhus                                  |                                                           |
|          |     | Reporte | Lineker 70' | Asistencia: 25,000 espectadores Árbitro(s): Jiří Stiegler | Asistencia: 25,000 espectadores Árbitro(s): Jiří Stiegler |

| 1-3-1989 | Sredets Sofía                  | 2–1     | Roda JC       | Narodna Armia, Sofía                                           |                                                                |
|          | Stoichkov 12' · Kostadinov 65' | Reporte | Boerebach 83' | Asistencia: 30,000 espectadores Árbitro(s): Kurt Röthlisberger | Asistencia: 30,000 espectadores Árbitro(s): Kurt Röthlisberger |

| 1-3-1989 | Eintracht Frankfurt | 0–0     | Mechelen | Waldstadion, Frankfurt                                  |                                                         |
|          |                     | Reporte |          | Asistencia: 16,719 espectadores Árbitro(s): Bo Karlsson | Asistencia: 16,719 espectadores Árbitro(s): Bo Karlsson |

| 1-3-1989 | Dinamo București      | 1–1     | Sampdoria  | Stadionul Dinamo, Bucarest                                  |                                                             |
|          | Vaișcovici 16' (pen.) | Reporte | Vialli 90' | Asistencia: 12,148 espectadores Árbitro(s): Horst Brummeier | Asistencia: 12,148 espectadores Árbitro(s): Horst Brummeier |

Vuelta
| 15-3-1989 | Barcelona | 0–0 (Global 1-0) | AGF | Camp Nou, Barcelona                                              |                                                                  |
|           |           | Reporte          |     | Asistencia: 17,000 espectadores Árbitro(s): Gerasimos Germanakos | Asistencia: 17,000 espectadores Árbitro(s): Gerasimos Germanakos |

| 15-3-1989 | Roda JC                                                 | 2–1 (t. s.)(3–4 p.)(Global 3-3) | Sredets Sofía                                    | Gemeentelijk Sportpark Kaalheide, Kerkrade                  |                                                             |
|           | Haan 38' · Van der Luer 50'                             | Reporte                         | Stoichkov 78'                                    | Asistencia: 12,300 espectadores Árbitro(s): Peter Mikkelsen | Asistencia: 12,300 espectadores Árbitro(s): Peter Mikkelsen |
|           |                                                         | Tiros desde el punto penal      |                                                  |                                                             |                                                             |
|           | Van der Luer · Hanssen · Groenendijk · Haan · Boerebach |                                 | Penev · Georgiev · Ivanov · Mladenov · Stoichkov |                                                             |                                                             |

| 15-3-1989 | Mechelen    | 1–0 (Global 1-0) | Eintracht Frankfurt | Achter de Kazerne, Malinas                                |                                                           |
|           | Wilmots 67' | Reporte          |                     | Asistencia: 12,000 espectadores Árbitro(s): Alexey Spirin | Asistencia: 12,000 espectadores Árbitro(s): Alexey Spirin |

| 15-3-1989                                              | Sampdoria | 0–0 (Global 1-1) | Dinamo București | Stadio Giovanni Zini, Cremona                            |                                                          |
|                                                        |           | Reporte          |                  | Asistencia: 17,652 espectadores Árbitro(s): Lajos Németh | Asistencia: 17,652 espectadores Árbitro(s): Lajos Németh |
| Sampdoria clasifica por la regla del gol de visitante. |           |                  |                  |                                                          |                                                          |

### Semifinales
Ida
| 5-4-1989 | Barcelona                                         | 4–2     | Sredets Sofía             | Camp Nou, Barcelona                                            |                                                                |
|          | Lineker 36' · Amor 37' · Bakero 48' · Salinas 72' | Reporte | Stoichkov 24', 67' (pen.) | Asistencia: 24,000 espectadores Árbitro(s): Siegfried Kirschen | Asistencia: 24,000 espectadores Árbitro(s): Siegfried Kirschen |

| 5-4-1989 | Mechelen               | 2–1     | Sampdoria  | Achter de Kazerne, Malinas                               |                                                          |
|          | Ohana 11' · Deferm 68' | Reporte | Vialli 75' | Asistencia: 13,066 espectadores Árbitro(s): Bruno Galler | Asistencia: 13,066 espectadores Árbitro(s): Bruno Galler |

Vuelta
| 19-4-1989 | Sredets Sofía | 1–2 (Global 3-6) | Barcelona              | Vasil Levski National Stadium, Sofía                         |                                                              |
|           | Stoichkov 65' | Reporte          | Lineker 25' · Amor 81' | Asistencia: 45,000 espectadores Árbitro(s): Aron Schmidhuber | Asistencia: 45,000 espectadores Árbitro(s): Aron Schmidhuber |

| 19-4-1989 | Sampdoria                                      | 3–0 (Global 4-2) | Mechelen | Stadio Giovanni Zini, Cremona                             |                                                           |
|           | Toninho Cerezo 68' · Dossena 85' · Salsano 88' | Reporte          |          | Asistencia: 18,419 espectadores Árbitro(s): Jiří Stiegler | Asistencia: 18,419 espectadores Árbitro(s): Jiří Stiegler |

## Final
| 1  | POR | Andoni Zubizarreta  |     |
| 2  | DEF | Aloísio Pires       |     |
| 3  | DEF | José Ramón Alexanko |     |
| 5  | DEF | Urbano Ortega       |     |
| 4  | MED | Luis Milla          | 61' |
| 6  | MED | Guillermo Amor      |     |
| 8  | MED | Eusebio Sacristán   |     |
| 10 | MED | Roberto Fernández   |     |
| 7  | DEL | Gary Lineker        |     |
| 9  | DEL | Julio Salinas       |     |
| 11 | DEL | Txiki Begiristain   | 74' |
| DT | DT  | Johan Cruyff        |     |

| 1  | POR | Gianluca Pagliuca |     |
| 2  | DEF | Luca Pellegrini   | 49' |
| 3  | DEF | Moreno Mannini    | 27' |
| 4  | DEF | Marco Lanna       |     |
| 5  | DEF | Fausto Salsano    |     |
| 6  | MED | Fausto Pari       |     |
| 7  | MED | Víctor Muñoz      |     |
| 8  | MED | Toninho Cerezo    |     |
| 9  | MED | Giuseppe Dossena  |     |
| 10 | DEL | Gianluca Vialli   |     |
| 11 | DEL | Roberto Mancini   |     |
| DT | DT  | Vujadin Boškov    |     |

| 12 | DEF | Miquel Soler             | 61' |
| 16 | DEL | Luis María López Rekarte | 74' |

| 12 | DEF | Stefano Pellegrini | 27' |
| 15 | MED | Fulvio Bonomi      | 49' |

|  | 4'  | Julio Salinas            | 1-0 |
|  | 79' | Luis María López Rekarte | 2-0 |

|  | 2'  | Aloísio Pires |
|  | 28' | Urbano Ortega |

| Árbitro | George Courtney |

| 1  | POR | Andoni Zubizarreta  |     |
| 2  | DEF | Aloísio Pires       |     |
| 3  | DEF | José Ramón Alexanko |     |
| 5  | DEF | Urbano Ortega       |     |
| 4  | MED | Luis Milla          | 61' |
| 6  | MED | Guillermo Amor      |     |
| 8  | MED | Eusebio Sacristán   |     |
| 10 | MED | Roberto Fernández   |     |
| 7  | DEL | Gary Lineker        |     |
| 9  | DEL | Julio Salinas       |     |
| 11 | DEL | Txiki Begiristain   | 74' |
| DT | DT  | Johan Cruyff        |     |

| 1  | POR | Gianluca Pagliuca |     |
| 2  | DEF | Luca Pellegrini   | 49' |
| 3  | DEF | Moreno Mannini    | 27' |
| 4  | DEF | Marco Lanna       |     |
| 5  | DEF | Fausto Salsano    |     |
| 6  | MED | Fausto Pari       |     |
| 7  | MED | Víctor Muñoz      |     |
| 8  | MED | Toninho Cerezo    |     |
| 9  | MED | Giuseppe Dossena  |     |
| 10 | DEL | Gianluca Vialli   |     |
| 11 | DEL | Roberto Mancini   |     |
| DT | DT  | Vujadin Boškov    |     |

| 12 | DEF | Miquel Soler             | 61' |
| 16 | DEL | Luis María López Rekarte | 74' |

| 12 | DEF | Stefano Pellegrini | 27' |
| 15 | MED | Fulvio Bonomi      | 49' |

|  | 4'  | Julio Salinas            | 1-0 |
|  | 79' | Luis María López Rekarte | 2-0 |

|  | 2'  | Aloísio Pires |
|  | 28' | Urbano Ortega |

| Árbitro | George Courtney |

## Campeón
| Bandera de España           |
| Campeón Barcelona 3° título |

## Goleadores
Los máximos goleadores de la Recopa de Europa 1988–89 fueron:
| Lugar | Jugador            | Equipo             | Goles |
| ----- | ------------------ | ------------------ | ----- |
| 1     | Hristo Stoichkov   | CFKA Sredets Sofía | 7     |
| 2     | Lyuboslav Penev    | CFKA Sredets Sofía | 6     |
| 3     | Roberto            | Barcelona          | 5     |
| 3     | Gianluca Vialli    | Sampdoria          | 5     |
| 5     | Jimmy Gilligan     | Cardiff City       | 4     |
| 5     | Gary Lineker       | Barcelona          | 4     |
| 5     | Frank Pingel       | AGF Aarhus         | 4     |
| 5     | Claudiu Vaișcovici | Dinamo Bucarest    | 4     |
| 9     | John Bosman        | KV Mechelen        | 3     |
| 9     | Emil Kostadinov    | CFKA Sredets Sofía | 3     |
| 9     | Bjørn Kristensen   | AGF Aarhus         | 3     |
| 9     | Eddie Krnčević     | Anderlecht         | 3     |
| 9     | Eli Ohana          | KV Mechelen        | 3     |